# Ferrari F2012
Ferrari F2012 — гоночний болід Формули-1, розроблений Scuderia Ferrari для сезону Формули-1 2012 року. Шасі було розроблено Петом Фраєм, Ніколасом Томбазісом і Ніколасом Геннелем, а Лука Марморіні керував розробкою двигуна та електроніки. Автомобіль був представлений 3 лютого на заводі Ferrari в Маранелло. Машина, за кермом якої були Фернандо Алонсо та Феліпе Масса, дебютувала на перших передсезонних тестах у Хересі.

## Розробка
Як і більшість болідів 2012 року, F2012 мав «ступінчастий ніс» відповідно до нових правил безпеки FIA. F2012 мав передню підвіску з тяговими важелями, якої не було у Формулі-1 з болідів Minardi PS01 та Arrows A22 2001 року. Також була представлена задня підвіска з тяговими важелями. На бічних понтонах були розташовані L-подібні радіаторні отвори, як у Ferrari F10 у 2010 році.
Повідомлялося, що Ferrari розробила систему підвіски для контролю висоти дорожнього просвіту. Механічний пристрій, що призначений для підтримки висоти підвіски під час гальмування, який вони сподівалися використовувати у своєму автомобілі 2012 року. FIA постановила, що система порушує регламент, оскільки вона може впливати на аеродинамічні характеристики боліда, що призвело до заборони пристрою.

## Історія виступів
Під час передсезонних тестів журналісти повідомляли про проблеми з керованістю автомобіля. Він мав недостатню поворотність при вході в поворот та надмірну, коли автомобіль виходив із повороту. Феліпе Масса повідомив, що команді необхідно провести серйозну роботу, щоб зрозуміти машину. Ferrari заперечувала, що машина була поганою, але під час кваліфікації Гран-прі Австралії і Алонсо, і Масса  вилітали за межі траси через проблеми з керуваннями, і змогли кваліфікуватися лише 12-м і 16-м відповідно. Алонсо фінішував у гонці п'ятим, а Масса зійшов з дистанції після зіткнення з пілотом Williams Бруно Сенною.
За тиждень до Гран-прі Малайзії Ferrari зробила сміливий крок, підготувавши абсолютно нове шасі для Масси. Не маючи змоги пояснити різницю між виступами своїх пілотів в Мельбурні, команда підготувала шасі для Масси, вважаючи, що автомобіль, яким він користувався в Австралії, мав недоліки.

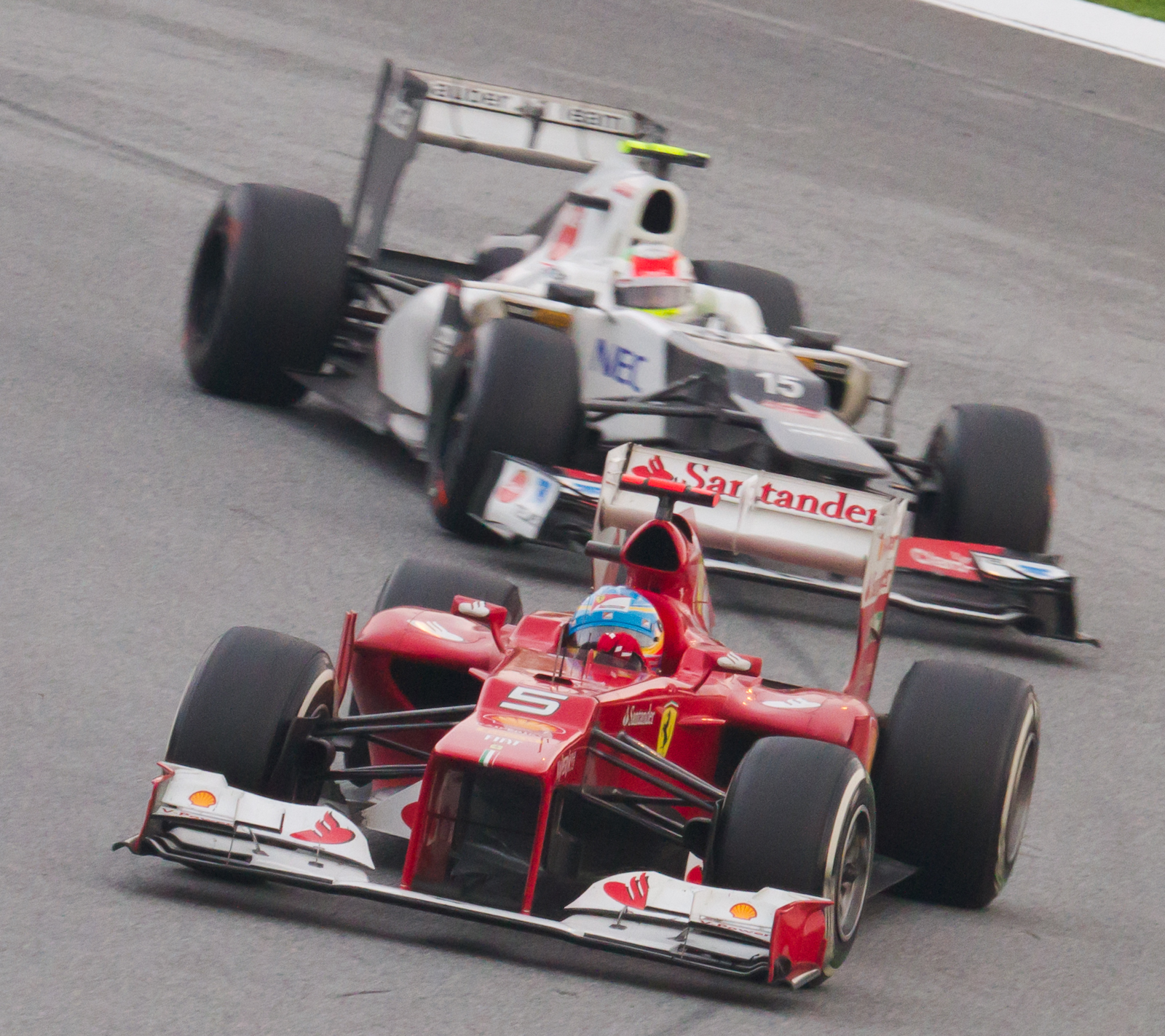
Фернандо Алонсо за кермом F2012 попереду Серхіо Переса на Гран-прі Малайзії 2012 року

У гонці екстремальні погодні умови призвели до того, що Алонсо вийшов в лідери після раунду піт-стопів. Ferrari F2012 показав, що має дуже хороші характеристики в дощових умовах, але коли траса почала підсихати, Sauber мав кращий темп, ніж Ferrari, і Перес скоротив відставання до Алонсо з семи секунд до півсекунди. Невдовзі Алонсо заїхав на піт-стоп, а Перес — на коло пізніше. Це дозволило утримати лідерство Алонсо, тому що Пересу довелося проїхати ціле коло  на проміжній гумі, в той час, як Алонсо вже перейшов на швидкі сліки, що допомогло збільшити перевагу над Пересом до п’яти секунд. Перес знову почав скорочувати відставання до Алонсо, але його передні шини почали швидко зношуватися через те, що він їхав позаду F2012 Алонсо, що зрештою призвело до того, що Перес зробив помилку та знову відстав від Алонсо більше ніж на п'ять секунд. Перес не зумів наздогнати іспанця до закінчення гонки і Алонсо здобув перемогу, першу для нового F2012.
У Китаї F2012 мав подібний відрив від найшвидших автомобілів: Алонсо кваліфікувався дев’ятим, а Масса – дванадцятим. Однак у гонці Алонсо знову продемонстрував свою майстерність і мав шанс поборотися за четверте місце, але нестача темпу на завершальному етапі гонки і виліт Алонсо за межі траси під час спроби обгону, призвело до того, що він посів лише дев’яте місце наприкінці гонки. Маса фінішував 13-м.
У Бахрейні, який зовсім не влаштовував F2012, Масса кваліфікувався 14-м, а Алонсо дев'ятим, не вийшовши на трасу в третьому сегменті кваліфікації, щоб зберегти шини для гонки. Сама гонка не принесла жодного сюрпризу, Алонсо фінішував сьомим, а Масса – дев’ятим.
Під час сезонних тестів, які проходили на трасі Муджелло, Ferrari випробувала різні рішення вихлопної системи, щоб покращити притискну силу боліда та зробити його менш чутливим до положення дросельної заслонки, що значно полегшує керування. Тож вони розробили рішення, яке працювало точно так, як було згадано раніше, але все одно залишилось безліч можливостей для додаткових удосконалень. З цими покращеннями команда вирушили до Іспанії.
В Іспанії Алонсо встановив найшвидший час під час першої вільної практики у п’ятницю і спершу кваліфікувався на третє місце, менш ніж на 0,6 секунди позаду Гамільтона та менше ніж на 0,02 секунди позаду Мальдонадо на другому місці. Однак Алонсо піднявся на друге місце після того, як Гамільтона виключили з кваліфікації. На відміну від вдалого результату напарника, коло Феліпе Масси в другому сегменті кваліфікації було зіпсоване повільними болідами і в гонці він був змушений стартувати із 16-ї позиції. У гонці Алонсо зумів добре стартувати та вийшов в лідери після другого повороту, але низка факторів, включаючи трафік і щвидке зношення гуми, призвели до того, що він у підсумку фінішував другим, відставши від Мальдонадо, менше ніж на чотири секунди. Масса їхав у першій десятці на ранніх етапах гонки, але отримати штраф у вигляді проїзду через пітлейн за перевищення швидкості під час жовтого прапора, що був викликаний аварією Шумахера та Сенни. Маса фінішував у гонці 15-м. Ця гонка показала, що характеристики F2012 поступово покращуються.
У Монако обидва боліди вперше цього року потрапили до третього сегменту кваліфікації, причому Алонсо кваліфікувався шостим, на 0,6 секунди відстаючи від початкового поулсітера Міхаеля Шумахера, а Масса менше ніж на 0,2 секунди відстав від Алонсо на сьомому місці, однак Алонсо піднявся на п’яте місце після штрафу Шумахера у вигляді втрати п'яти місць на старті. У перегонах обидві машини продемонстрували хороший темп, причому Алонсо мав темп, щоб поборотись за лідерство, а Масса показував час схожий до напарника. Згодом Алонсо фінішував на третьому місці, відставши від переможця гонки Марка Веббера на 0,947 секунди, а Масса — шостим, відставши від лідера менше ніж на 6,2 секунди. Згідно турнірної таблиці чемпіонату після цієї гонки Ferrari посіла четверте місце позаду Lotus, а Алонсо повернув собі лідерство в чемпіонаті, випереджаючи обох пілотів Red Bull на 3 очки та ще на 10 очок — Льюїса Гамільтона, який займав четверте місце. Це була друга і остання гонка конфігурації вихлопу, що використовувалась після тестів на трасі Муджелло.

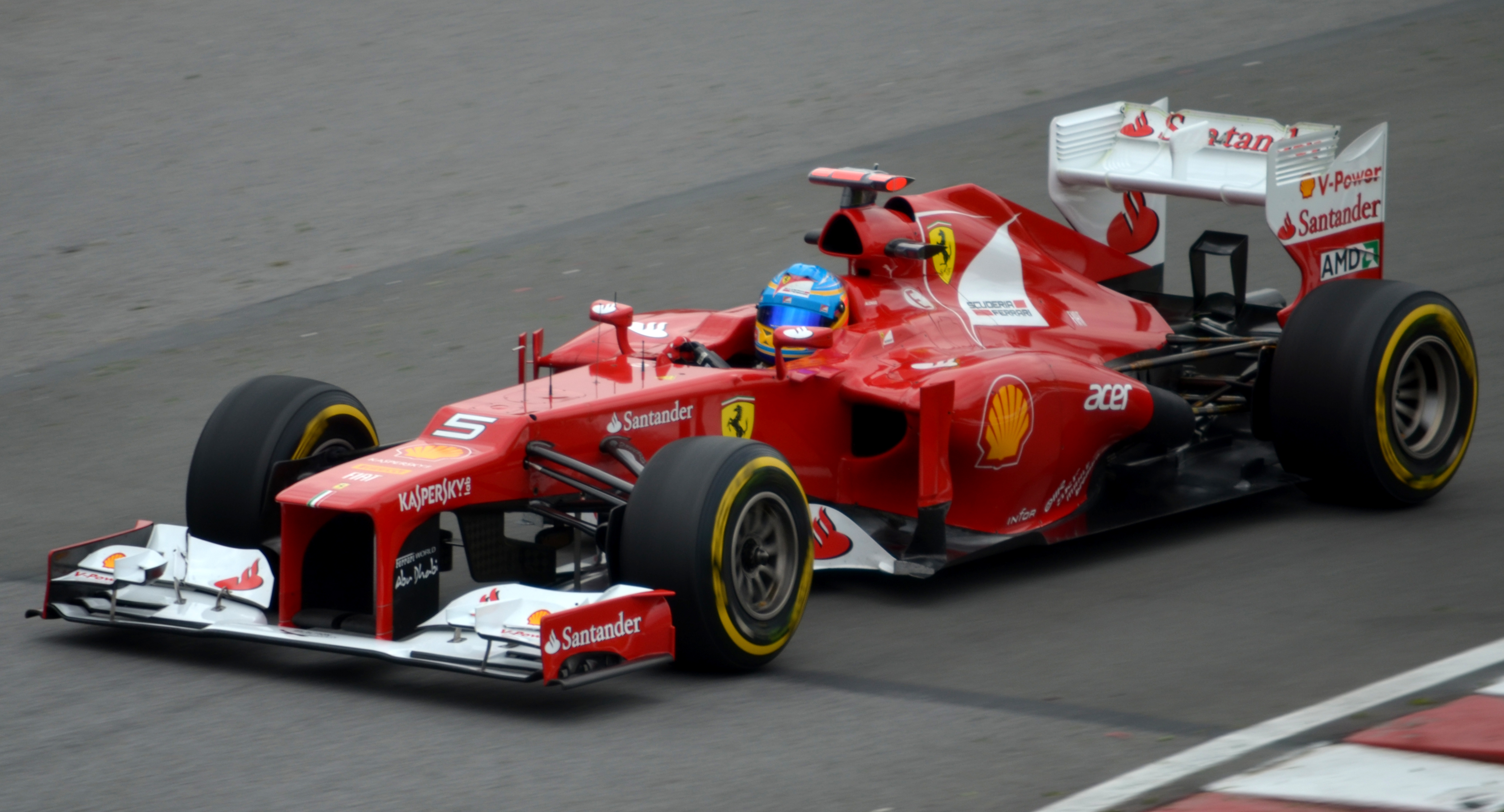
Фернандо Алонсо за кермом F2012 на Гран-прі Канади 2012 року

У Канаді Ferrari зробила великий крок вперед в швидкості боліда, представивши нову конфігурацію вихлопу, подібну до автомобілів McLaren, використовуючи ефект Коанда значно краще, ніж попереднє рішення, і значно покращивши загальний знос шин і притискну силу. У кваліфікації F2012 довів, що він достатньо конкурентоспроможний, щоб боротися за перші три місця на стартовій решітці. Алонсо кваліфікувався третім, відставши на три десятих від поулу, а Масса кваліфікувався шостим, що стало найкращим результатом для Ferrari у 2012 році. Гонка почалася вдало для Ferrari, коли Масса відразу ж почав активно боротися за позиції, але врешті-решт він зробив помилку і втратив керування болідом, що зіпсувало його гонку. Він фінішував десятим. Алонсо намагався економити шини і це окупилося, коли Себастьян Феттель заїхав на піт-стоп. Алонсо заїхав у бокси через два кола, що дозволило йому зайняти другу позицію. На другому раунді піт-стопів Гамільтон заїхав першим у бокси, але і Алонсо, і Феттель вирішили спробувати закінчити гонку без додаткового заїзду в бокси. Але ця стратегія виявилася хибною для них обох, тому що шини почали псуватися дуже швидко і боліди позаду почали стрімко наближатися, і врешті-решт атакувати Фернандо за позицію. Йому не вдалося довго протриматися, тому він фінішував у гонці п'ятим.
У Валенсії гонка показала дуже цікавий поворот подій для F2012, оскільки на початку гонки Феттель отримав перевагу приблизно на 20 секунд, але період під автомобілем безпеки, який став результатом зіткнення Жана-Еріка Верня та Хейккі Ковалайнена, нівелював раннє лідерство Феттеля і згодом він був змушений зійти через поломку генератора, Ромен Грожан також був в боротьбі за лідерство, але зіткнувся з тією ж проблемою, що й Феттель. Алонсо зміг фінішувати першим після старту з 11-го місця. Маса слідував за Алонсо протягом першої частини гонки, доки невчасний піт-стоп і зіткнення з Камуї Кобаяші не зіпсували його гонку. Після цього Кобаяші був покараний за інцидент, але Масса зміг фінішувати лише 16-м.
Незважаючи на суттєво недостатню швидкість автомобіля (будучи третьою найкращою машиною, незначно випереджаючи Lotus і далеко позаду лідерів на перших етапах сезону), Алонсо вдалося залишитись в боротьбі за титул до останньої гонки в Інтерлагосі. Феттель лідирував у чемпіонаті з перевагою в 13 очок, але коли його розвернуло і він опинився на останній позиції на початку гонки, сподівання на титул Алонсо значно зросли. Проте Феттель зміг повернутись в очки та фінішував на шостій позиції, а друге місце Алонсо означало, що він втратив титул, відставши лише на три очки.

## Результати
| Рік  | Команда          | Двигун           | Шини | Пілот           | 1    | 2   | 3   | 4   | 5   | 6   | 7   | 8   | 9   | 10  | 11  | 12   | 13  | 14  | 15   | 16  | 17  | 18  | 19  | 20  | Очки | Місце |
| ---- | ---------------- | ---------------- | ---- | --------------- | ---- | --- | --- | --- | --- | --- | --- | --- | --- | --- | --- | ---- | --- | --- | ---- | --- | --- | --- | --- | --- | ---- | ----- |
| 2012 | Scuderia Ferrari | Ferrari Type 056 | P    |                 | АВС  | МАЛ | КИТ | БАХ | ІСП | МОН | КАН | ЄВР | ВЕЛ | НІМ | УГО | БЕЛ  | ІТА | СІН | ЯПО  | КОР | ІНД | АБУ | США | БРА | 400  | 2     |
| 2012 | Scuderia Ferrari | Ferrari Type 056 | P    | Фернандо Алонсо | 5    | 1   | 9   | 7   | 2   | 3   | 5   | 1   | 2   | 1   | 5   | Схід | 3   | 3   | Схід | 3   | 2   | 2   | 3   | 2   | 400  | 2     |
| 2012 | Scuderia Ferrari | Ferrari Type 056 | P    | Феліпе Масса    | Схід | 15  | 13  | 9   | 15  | 6   | 10  | 16  | 4   | 12  | 9   | 5    | 4   | 8   | 2    | 4   | 6   | 7   | 4   | 3   | 400  | 2     |